# Piper carizalanum
Piper carizalanum är en pepparväxtart som beskrevs av C. Dc.. Piper carizalanum ingår i släktet Piper och familjen pepparväxter. Inga underarter finns listade i Catalogue of Life.